# Liste der Gemeinden im Département Haute-Vienne

Lage des Départements Haute-Vienne

Das Département Haute-Vienne liegt in der Region Nouvelle-Aquitaine in Frankreich. Es untergliedert sich in drei Arrondissements mit 195 Gemeinden (frz. communes) (Stand 1. Januar 2019).
| Code INSEE | PLZ               | Gemeinde                   | Einwohner (Stand 1. Januar 2022) | Fläche in km² | Einwohner je km² | Kanton seit 30. März 2015 Kanton bis zum 29. März 2015 | Arrondissement | Gemeindeverband               |
| ---------- | ----------------- | -------------------------- | -------------------------------- | ------------- | ---------------- | --- | -------------- | ----------------------------- |
| 87001      | 87700             | Aixe-sur-Vienne            | 5860                             | 22,85         | 256              | Aixe-sur-Vienne | Limoges        | Val de Vienne                 |
| 87002      | 87240             | Ambazac                    | 5565                             | 57,83         | 96               | Ambazac | Limoges        | Élan Limousin Avenir Nature   |
| 87003      | 87160             | Arnac-la-Poste             | 911                              | 46,62         | 20               | Châteauponsac Saint-Sulpice-les-Feuilles | Bellac         | Haut Limousin en Marche       |
| 87004      | 87120             | Augne                      | 124                              | 17,59         | 7                | Eymoutiers | Limoges        | Portes de Vassivière          |
| 87005      | 87220             | Aureil                     | 1033                             | 10,17         | 102              | Saint-Léonard-de-Noblat Limoges-Panazol | Limoges        | Limoges Métropole             |
| 87006      | 87360             | Azat-le-Ris                | 240                              | 56,22         | 4                | Châteauponsac Le Dorat | Bellac         | Haut Limousin en Marche       |
| 87007      | 87290             | Balledent                  | 199                              | 12,28         | 16               | Châteauponsac | Bellac         | Gartempe Saint-Pardoux        |
| 87009      | 87120             | Beaumont-du-Lac            | 136                              | 23,91         | 6                | Eymoutiers | Limoges        | Portes de Vassivière          |
| 87011      | 87300             | Bellac                     | 3569                             | 24,42         | 146              | Bellac | Bellac         | Haut Limousin en Marche       |
| 87012      | 87300             | Berneuil                   | 429                              | 26,09         | 16               | Bellac Nantiat | Bellac         | Haut Limousin en Marche       |
| 87013      | 87370             | Bersac-sur-Rivalier        | 626                              | 32,54         | 19               | Ambazac Laurière | Limoges        | Élan Limousin Avenir Nature   |
| 87014      | 87250             | Bessines-sur-Gartempe      | 2739                             | 55,41         | 49               | Ambazac Bessines-sur-Gartempe | Bellac         | Élan Limousin Avenir Nature   |
| 87015      | 87700             | Beynac                     | 727                              | 12,57         | 58               | Aixe-sur-Vienne | Limoges        | Val de Vienne                 |
| 87017      | 87300             | Blanzac                    | 479                              | 23,50         | 20               | Bellac | Bellac         | Haut Limousin en Marche       |
| 87018      | 87300             | Blond                      | 690                              | 64,69         | 11               | Bellac | Bellac         | Haut Limousin en Marche       |
| 87019      | 87220             | Boisseuil                  | 2997                             | 18,92         | 158              | Condat-sur-Vienne Pierre-Buffière | Limoges        | Limoges Métropole             |
| 87020      | 87270             | Bonnac-la-Côte             | 1644                             | 26,06         | 63               | Ambazac | Limoges        | Limoges Métropole             |
| 87021      | 87110             | Bosmie-l’Aiguille          | 2620                             | 8,01          | 327              | Aixe-sur-Vienne | Limoges        | Val de Vienne                 |
| 87022      | 87300             | Breuilaufa                 | 114                              | 4,60          | 25               | Bellac Nantiat | Bellac         | Élan Limousin Avenir Nature   |
| 87024      | 87460             | Bujaleuf                   | 873                              | 41,17         | 21               | Eymoutiers | Limoges        | Portes de Vassivière          |
| 87025      | 87800             | Burgnac                    | 858                              | 11,50         | 75               | Aixe-sur-Vienne | Limoges        | Val de Vienne                 |
| 87027      | 87230             | Bussière-Galant            | 1284                             | 53,86         | 24               | Saint-Yrieix-la-Perche Châlus | Limoges        | Pays de Nexon-Monts de Châlus |
| 87030      | 87200             | Chaillac-sur-Vienne        | 1253                             | 15,14         | 83               | Saint-Junien Saint-Junien-Ouest | Rochechouart   | Porte Océane du Limousin      |
| 87032      | 87230             | Châlus                     | 1671                             | 27,98         | 60               | Saint-Yrieix-la-Perche Châlus | Limoges        | Pays de Nexon-Monts de Châlus |
| 87033      | 87140             | Chamboret                  | 788                              | 21,59         | 36               | Bellac Nantiat | Bellac         | Élan Limousin Avenir Nature   |
| 87034      | 87150             | Champagnac-la-Rivière      | 591                              | 24,46         | 24               | Rochechouart Oradour-sur-Vayres | Rochechouart   | Ouest Limousin                |
| 87035      | 87400             | Champnétery                | 517                              | 30,60         | 17               | Saint-Léonard-de-Noblat | Limoges        | Noblat                        |
| 87036      | 87230             | Champsac                   | 688                              | 23,94         | 29               | Rochechouart Oradour-sur-Vayres | Rochechouart   | Ouest Limousin                |
| 87038      | 87270             | Chaptelat                  | 2096                             | 17,92         | 117              | Couzeix Nieul | Limoges        | Limoges Métropole             |
| 87039      | 87380             | Château-Chervix            | 791                              | 51,05         | 15               | Eymoutiers Saint-Germain-les-Belles | Limoges        | Briance Sud Haute Vienne      |
| 87040      | 87130             | Châteauneuf-la-Forêt       | 1536                             | 29,25         | 53               | Eymoutiers Châteauneuf-la-Forêt | Limoges        | Briance Combade               |
| 87041      | 87290             | Châteauponsac              | 2028                             | 68,79         | 29               | Châteauponsac | Bellac         | Gartempe Saint-Pardoux        |
| 87043      | 87460             | Cheissoux                  | 223                              | 10,21         | 22               | Eymoutiers | Limoges        | Portes de Vassivière          |
| 87044      | 87600             | Chéronnac                  | 315                              | 18,90         | 17               | Rochechouart | Rochechouart   | Porte Océane du Limousin      |
| 87045      | 87520             | Cieux                      | 1001                             | 41,06         | 24               | Bellac Nantiat | Bellac         | Haut Limousin en Marche       |
| 87046      | 87310             | Cognac-la-Forêt            | 1199                             | 31,56         | 38               | Rochechouart Saint-Laurent-sur-Gorre | Rochechouart   | Ouest Limousin                |
| 87047      | 87140             | Compreignac                | 1866                             | 47,62         | 39               | Bellac Nantiat | Bellac         | Élan Limousin Avenir Nature   |
| 87048      | 87920             | Condat-sur-Vienne          | 5208                             | 15,47         | 337              | Condat-sur-Vienne Limoges-Condat | Limoges        | Limoges Métropole             |
| 87049      | 87500             | Coussac-Bonneval           | 1272                             | 66,73         | 19               | Eymoutiers Saint-Yrieix-la-Perche | Limoges        | Pays de Saint-Yrieix          |
| 87050      | 87270             | Couzeix                    | 10.011                           | 30,69         | 326              | Couzeix Limoges-Couzeix | Limoges        | Limoges Métropole             |
| 87053      | 87160             | Cromac                     | 246                              | 24,15         | 10               | Châteauponsac Saint-Sulpice-les-Feuilles | Bellac         | Haut Limousin en Marche       |
| 87054      | 87150             | Cussac                     | 1148                             | 31,70         | 36               | Rochechouart Oradour-sur-Vayres | Rochechouart   | Ouest Limousin                |
| 87056      | 87210             | Dinsac                     | 245                              | 19,43         | 13               | Châteauponsac Le Dorat | Bellac         | Haut Limousin en Marche       |
| 87057      | 87190             | Dompierre-les-Églises      | 373                              | 30,62         | 12               | Châteauponsac Magnac-Laval | Bellac         | Haut Limousin en Marche       |
| 87058      | 87120             | Domps                      | 99                               | 13,54         | 7                | Eymoutiers | Limoges        | Portes de Vassivière          |
| 87060      | 87230             | Dournazac                  | 669                              | 35,97         | 19               | Rochechouart Saint-Mathieu | Rochechouart   | Pays de Nexon-Monts de Châlus |
| 87061      | 87190             | Droux                      | 361                              | 23,98         | 15               | Châteauponsac Magnac-Laval | Bellac         | Haut Limousin en Marche       |
| 87062      | 87400             | Eybouleuf                  | 471                              | 10,83         | 43               | Saint-Léonard-de-Noblat | Limoges        | Noblat                        |
| 87063      | 87220             | Eyjeaux                    | 1335                             | 24,23         | 55               | Condat-sur-Vienne Pierre-Buffière | Limoges        | Limoges Métropole             |
| 87064      | 87120             | Eymoutiers                 | 2067                             | 70,22         | 29               | Eymoutiers | Limoges        | Portes de Vassivière          |
| 87065      | 87220             | Feytiat                    | 6174                             | 24,74         | 250              | Panazol Limoges-Panazol | Limoges        | Limoges Métropole             |
| 87066      | 87230             | Flavignac                  | 1060                             | 30,79         | 34               | Saint-Yrieix-la-Perche Châlus | Limoges        | Pays de Nexon-Monts de Châlus |
| 87067      | 87250             | Folles                     | 443                              | 31,18         | 14               | Ambazac Bessines-sur-Gartempe | Bellac         | Élan Limousin Avenir Nature   |
| 87068      | 87250             | Fromental                  | 517                              | 22,65         | 23               | Ambazac Bessines-sur-Gartempe | Bellac         | Élan Limousin Avenir Nature   |
| 87069      | 87330             | Gajoubert                  | 148                              | 14,11         | 10               | Bellac Mézières-sur-Issoire | Bellac         | Haut Limousin en Marche       |
| 87071      | 87500             | Glandon                    | 806                              | 27,47         | 29               | Saint-Yrieix-la-Perche | Limoges        | Pays de Saint-Yrieix          |
| 87072      | 87380             | Glanges                    | 510                              | 22,85         | 22               | Eymoutiers Saint-Germain-les-Belles | Limoges        | Briance Sud Haute Vienne      |
| 87073      | 87310             | Gorre                      | 388                              | 16,17         | 24               | Rochechouart Saint-Laurent-sur-Gorre | Rochechouart   | Ouest Limousin                |
| 87075      | 87170             | Isle                       | 7915                             | 20,18         | 392              | Limoges-9 Limoges-Isle | Limoges        | Limoges Métropole             |
| 87076      | 87370             | Jabreilles-les-Bordes      | 239                              | 19,05         | 13               | Ambazac Laurière | Limoges        | Élan Limousin Avenir Nature   |
| 87077      | 87800             | Janailhac                  | 525                              | 18,73         | 28               | Saint-Yrieix-la-Perche Nexon | Limoges        | Pays de Nexon-Monts de Châlus |
| 87078      | 87520             | Javerdat                   | 702                              | 25,52         | 28               | Saint-Junien Saint-Junien-Est | Rochechouart   | Porte Océane du Limousin      |
| 87080      | 87890             | Jouac                      | 189                              | 20,31         | 9                | Châteauponsac Saint-Sulpice-les-Feuilles | Bellac         | Haut Limousin en Marche       |
| 87081      | 87800             | Jourgnac                   | 1112                             | 14,39         | 77               | Aixe-sur-Vienne | Limoges        | Val de Vienne                 |
| 87008      | 87210             | La Bazeuge                 | 144                              | 10,19         | 14               | Châteauponsac Le Dorat | Bellac         | Haut Limousin en Marche       |
| 87037      | 87440             | La Chapelle-Montbrandeix   | 264                              | 19,83         | 13               | Rochechouart Saint-Mathieu | Rochechouart   | Ouest Limousin                |
| 87051      | 87130             | La Croisille-sur-Briance   | 690                              | 43,61         | 16               | Eymoutiers Châteauneuf-la-Forêt | Limoges        | Briance Combade               |
| 87052      | 87210             | La Croix-sur-Gartempe      | 163                              | 12,74         | 13               | Châteauponsac Le Dorat | Bellac         | Haut Limousin en Marche       |
| 87070      | 87400             | La Geneytouse              | 988                              | 19,35         | 51               | Saint-Léonard-de-Noblat | Limoges        | Noblat                        |
| 87079      | 87340             | La Jonchère-Saint-Maurice  | 802                              | 15,59         | 51               | Ambazac Laurière | Limoges        | Élan Limousin Avenir Nature   |
| 87096      | 87800             | La Meyze                   | 842                              | 28,11         | 30               | Saint-Yrieix-la-Perche Nexon | Limoges        | Pays de Saint-Yrieix          |
| 87120      | 87380             | La Porcherie               | 518                              | 31,34         | 17               | Eymoutiers Saint-Germain-les-Belles | Limoges        | Briance Sud Haute Vienne      |
| 87127      | 87800             | La Roche-l’Abeille         | 594                              | 36,56         | 16               | Saint-Yrieix-la-Perche Nexon | Limoges        | Pays de Saint-Yrieix          |
| 87082      | 87500             | Ladignac-le-Long           | 1159                             | 47,21         | 25               | Saint-Yrieix-la-Perche | Limoges        | Pays de Saint-Yrieix          |
| 87083      | 87370             | Laurière                   | 528                              | 20,77         | 25               | Ambazac Laurière | Limoges        | Élan Limousin Avenir Nature   |
| 87084      | 87230             | Lavignac                   | 162                              | 6,04          | 27               | Saint-Yrieix-la-Perche Châlus | Limoges        | Pays de Nexon-Monts de Châlus |
| 87023      | 87140             | Le Buis                    | 183                              | 6,55          | 28               | Bellac Nantiat | Bellac         | Élan Limousin Avenir Nature   |
| 87031      | 87500             | Le Chalard                 | 302                              | 12,42         | 24               | Saint-Yrieix-la-Perche | Limoges        | Pays de Saint-Yrieix          |
| 87042      | 87400             | Le Châtenet-en-Dognon      | 399                              | 20,39         | 20               | Saint-Léonard-de-Noblat | Limoges        | Noblat                        |
| 87059      | 87210             | Le Dorat                   | 1526                             | 23,77         | 64               | Châteauponsac Le Dorat | Bellac         | Haut Limousin en Marche       |
| 87113      | 87410             | Le Palais-sur-Vienne       | 5861                             | 10,33         | 567              | Limoges-5 Limoges-Le Palais | Limoges        | Limoges Métropole             |
| 87205      | 87110             | Le Vigen                   | 2298                             | 29,51         | 78               | Condat-sur-Vienne Limoges-Condat | Limoges        | Limoges Métropole             |
| 87016      | 87340             | Les Billanges              | 298                              | 22,61         | 13               | Ambazac | Limoges        | Élan Limousin Avenir Nature   |
| 87029      | 87230             | Les Cars                   | 618                              | 16,72         | 37               | Saint-Yrieix-la-Perche Châlus | Limoges        | Pays de Nexon-Monts de Châlus |
| 87074      | 87160             | Les Grands-Chézeaux        | 227                              | 13,51         | 17               | Châteauponsac Saint-Sulpice-les-Feuilles | Bellac         | Haut Limousin en Marche       |
| 87189      | 87440             | Les Salles-Lavauguyon      | 157                              | 12,32         | 13               | Rochechouart | Rochechouart   | Porte Océane du Limousin      |
| 87085      | 87000 87100 87280 | Limoges                    | 129.754                          | 78,03         | 1663             | Limoges-1 Limoges-2 Limoges-3 Limoges-4 Limoges-5 Limoges-6 Limoges-7 Limoges-8 Limoges-9 Limoges-Beaupuy Limoges-Carnot Limoges-Centre Limoges-Cité Limoges-Condat Limoges-Corgnac Limoges-Couzeix Limoges-Émailleurs Limoges-Grand-Treuil Limoges-Isle Limoges-La Bastide Limoges-Landouge Limoges-Le Palais Limoges-Panazol Limoges-Puy-las-Rodas Limoges-Vigenal | Limoges        | Limoges Métropole             |
| 87086      | 87130             | Linards                    | 1004                             | 36,30         | 28               | Eymoutiers Châteauneuf-la-Forêt | Limoges        | Briance Combade               |
| 87087      | 87360             | Lussac-les-Églises         | 463                              | 41,02         | 11               | Châteauponsac Saint-Sulpice-les-Feuilles | Bellac         | Haut Limousin en Marche       |
| 87088      | 87380             | Magnac-Bourg               | 1115                             | 15,11         | 74               | Eymoutiers Saint-Germain-les-Belles | Limoges        | Briance Sud Haute Vienne      |
| 87089      | 87190             | Magnac-Laval               | 1693                             | 72,22         | 23               | Châteauponsac Magnac-Laval | Bellac         | Haut Limousin en Marche       |
| 87090      | 87160             | Mailhac-sur-Benaize        | 273                              | 21,20         | 13               | Châteauponsac Saint-Sulpice-les-Feuilles | Bellac         | Haut Limousin en Marche       |
| 87091      | 87440             | Maisonnais-sur-Tardoire    | 376                              | 31,89         | 12               | Rochechouart Saint-Mathieu | Rochechouart   | Ouest Limousin                |
| 87092      | 87440             | Marval                     | 481                              | 38,50         | 12               | Rochechouart Saint-Mathieu | Rochechouart   | Ouest Limousin                |
| 87093      | 87130             | Masléon                    | 286                              | 8,72          | 33               | Eymoutiers Châteauneuf-la-Forêt | Limoges        | Briance Combade               |
| 87094      | 87800             | Meilhac                    | 526                              | 14,84         | 35               | Saint-Yrieix-la-Perche Nexon | Limoges        | Pays de Nexon-Monts de Châlus |
| 87095      | 87380             | Meuzac                     | 733                              | 43,40         | 17               | Eymoutiers Saint-Germain-les-Belles | Limoges        | Briance Sud Haute Vienne      |
| 87099      | 87400             | Moissannes                 | 328                              | 24,64         | 13               | Saint-Léonard-de-Noblat | Limoges        | Noblat                        |
| 87100      | 87330             | Montrol-Sénard             | 253                              | 27,17         | 9                | Bellac Mézières-sur-Issoire | Bellac         | Haut Limousin en Marche       |
| 87101      | 87330             | Mortemart                  | 127                              | 3,60          | 35               | Bellac Mézières-sur-Issoire | Bellac         | Haut Limousin en Marche       |
| 87103      | 87140             | Nantiat                    | 1584                             | 25,42         | 62               | Bellac Nantiat | Bellac         | Élan Limousin Avenir Nature   |
| 87104      | 87120             | Nedde                      | 455                              | 52,73         | 9                | Eymoutiers | Limoges        | Portes de Vassivière          |
| 87105      | 87130             | Neuvic-Entier              | 874                              | 39,34         | 22               | Eymoutiers Châteauneuf-la-Forêt | Limoges        | Briance Combade               |
| 87106      | 87800             | Nexon                      | 2542                             | 40,79         | 62               | Saint-Yrieix-la-Perche Nexon | Limoges        | Pays de Nexon-Monts de Châlus |
| 87107      | 87510             | Nieul                      | 1594                             | 16,97         | 94               | Couzeix Nieul | Limoges        | Élan Limousin Avenir Nature   |
| 87108      | 87330             | Nouic                      | 430                              | 35,95         | 12               | Bellac Mézières-sur-Issoire | Bellac         | Haut Limousin en Marche       |
| 87109      | 87210             | Oradour-Saint-Genest       | 354                              | 37,90         | 9                | Châteauponsac Le Dorat | Bellac         | Haut Limousin en Marche       |
| 87110      | 87520             | Oradour-sur-Glane          | 2517                             | 38,16         | 66               | Saint-Junien Saint-Junien-Est | Rochechouart   | Porte Océane du Limousin      |
| 87111      | 87150             | Oradour-sur-Vayres         | 1602                             | 39,09         | 41               | Rochechouart Oradour-sur-Vayres | Rochechouart   | Ouest Limousin                |
| 87112      | 87230             | Pageas                     | 639                              | 27,76         | 23               | Saint-Yrieix-la-Perche Châlus | Limoges        | Pays de Nexon-Monts de Châlus |
| 87114      | 87350             | Panazol                    | 11.207                           | 20,05         | 559              | Panazol Limoges-Panazol | Limoges        | Limoges Métropole             |
| 87115      | 87440             | Pensol                     | 179                              | 15,04         | 12               | Rochechouart Saint-Mathieu | Rochechouart   | Ouest Limousin                |
| 87116      | 87300             | Peyrat-de-Bellac           | 1059                             | 31,20         | 34               | Bellac | Bellac         | Haut Limousin en Marche       |
| 87117      | 87470             | Peyrat-le-Château          | 1028                             | 52,96         | 19               | Eymoutiers | Limoges        | Portes de Vassivière          |
| 87118      | 87510             | Peyrilhac                  | 1356                             | 38,63         | 35               | Couzeix Nieul | Limoges        | Limoges Métropole             |
| 87119      | 87260             | Pierre-Buffière            | 1147                             | 5,75          | 199              | Condat-sur-Vienne Pierre-Buffière | Limoges        | Briance Sud Haute Vienne      |
| 87121      | 87290             | Rancon                     | 477                              | 33,31         | 14               | Châteauponsac | Bellac         | Gartempe Saint-Pardoux        |
| 87122      | 87640             | Razès                      | 1161                             | 24,14         | 48               | Ambazac Bessines-sur-Gartempe | Bellac         | Élan Limousin Avenir Nature   |
| 87123      | 87120             | Rempnat                    | 145                              | 20,91         | 7                | Eymoutiers | Limoges        | Portes de Vassivière          |
| 87124      | 87800             | Rilhac-Lastours            | 381                              | 16,32         | 23               | Saint-Yrieix-la-Perche Nexon | Limoges        | Pays de Nexon-Monts de Châlus |
| 87125      | 87570             | Rilhac-Rancon              | 4733                             | 17,42         | 272              | Limoges-5 Ambazac | Limoges        | Limoges Métropole             |
| 87126      | 87600             | Rochechouart               | 3637                             | 53,88         | 68               | Rochechouart | Rochechouart   | Porte Océane du Limousin      |
| 87129      | 87400             | Royères                    | 942                              | 17,42         | 54               | Saint-Léonard-de-Noblat | Limoges        | Noblat                        |
| 87130      | 87130             | Roziers-Saint-Georges      | 161                              | 11,66         | 14               | Eymoutiers Châteauneuf-la-Forêt | Limoges        | Briance Combade               |
| 87131      | 87720             | Saillat-sur-Vienne         | 826                              | 6,29          | 131              | Saint-Junien Saint-Junien-Ouest | Rochechouart   | Porte Océane du Limousin      |
| 87132      | 87120             | Saint-Amand-le-Petit       | 112                              | 15,31         | 7                | Eymoutiers | Limoges        | Portes de Vassivière          |
| 87133      | 87290             | Saint-Amand-Magnazeix      | 485                              | 30,71         | 16               | Châteauponsac | Bellac         | Gartempe Saint-Pardoux        |
| 87135      | 87310             | Saint-Auvent               | 969                              | 33,46         | 29               | Rochechouart Saint-Laurent-sur-Gorre | Rochechouart   | Ouest Limousin                |
| 87137      | 87150             | Saint-Bazile               | 143                              | 8,58          | 17               | Rochechouart Oradour-sur-Vayres | Rochechouart   | Ouest Limousin                |
| 87138      | 87260             | Saint-Bonnet-Briance       | 538                              | 30,06         | 18               | Condat-sur-Vienne Pierre-Buffière | Limoges        | Noblat                        |
| 87139      | 87300             | Saint-Bonnet-de-Bellac     | 456                              | 34,51         | 13               | Bellac | Bellac         | Haut Limousin en Marche       |
| 87140      | 87200             | Saint-Brice-sur-Vienne     | 1651                             | 20,85         | 79               | Saint-Junien Saint-Junien-Est | Rochechouart   | Porte Océane du Limousin      |
| 87141      | 87310             | Saint-Cyr                  | 676                              | 21,30         | 32               | Rochechouart Saint-Laurent-sur-Gorre | Rochechouart   | Ouest Limousin                |
| 87142      | 87400             | Saint-Denis-des-Murs       | 549                              | 23,81         | 23               | Saint-Léonard-de-Noblat | Limoges        | Noblat                        |
| 87134      | 87120             | Sainte-Anne-Saint-Priest   | 140                              | 16,54         | 8                | Eymoutiers | Limoges        | Portes de Vassivière          |
| 87162      | 87420             | Sainte-Marie-de-Vaux       | 206                              | 5,55          | 37               | Rochechouart Saint-Laurent-sur-Gorre | Rochechouart   | Ouest Limousin                |
| 87143      | 87510             | Saint-Gence                | 2208                             | 21,77         | 101              | Couzeix Nieul | Limoges        | Limoges Métropole             |
| 87144      | 87260             | Saint-Genest-sur-Roselle   | 541                              | 19,22         | 28               | Condat-sur-Vienne Pierre-Buffière | Limoges        | Briance Sud Haute Vienne      |
| 87145      | 87160             | Saint-Georges-les-Landes   | 232                              | 16,21         | 14               | Châteauponsac Saint-Sulpice-les-Feuilles | Bellac         | Haut Limousin en Marche       |
| 87146      | 87380             | Saint-Germain-les-Belles   | 1148                             | 37,28         | 31               | Eymoutiers Saint-Germain-les-Belles | Limoges        | Briance Sud Haute Vienne      |
| 87147      | 87130             | Saint-Gilles-les-Forêts    | 44                               | 8,28          | 5                | Eymoutiers Châteauneuf-la-Forêt | Limoges        | Briance Combade               |
| 87148      | 87260             | Saint-Hilaire-Bonneval     | 1005                             | 28,49         | 35               | Condat-sur-Vienne Pierre-Buffière | Limoges        | Briance Sud Haute Vienne      |
| 87149      | 87190             | Saint-Hilaire-la-Treille   | 360                              | 29,14         | 12               | Châteauponsac Magnac-Laval | Bellac         | Haut Limousin en Marche       |
| 87150      | 87800             | Saint-Hilaire-les-Places   | 830                              | 23,06         | 36               | Saint-Yrieix-la-Perche Nexon | Limoges        | Pays de Nexon-Monts de Châlus |
| 87151      | 87260             | Saint-Jean-Ligoure         | 489                              | 30,30         | 16               | Condat-sur-Vienne Pierre-Buffière | Limoges        | Pays de Nexon-Monts de Châlus |
| 87152      | 87510             | Saint-Jouvent              | 1630                             | 24,96         | 65               | Couzeix Nieul | Limoges        | Élan Limousin Avenir Nature   |
| 87153      | 87460             | Saint-Julien-le-Petit      | 296                              | 29,13         | 10               | Eymoutiers | Limoges        | Portes de Vassivière          |
| 87154      | 87200             | Saint-Junien               | 11.382                           | 56,82         | 200              | Saint-Junien Saint-Junien-Est Saint-Junien-Ouest | Rochechouart   | Porte Océane du Limousin      |
| 87155      | 87300             | Saint-Junien-les-Combes    | 182                              | 20,59         | 9                | Bellac | Bellac         | Haut Limousin en Marche       |
| 87156      | 87590             | Saint-Just-le-Martel       | 2654                             | 31,70         | 84               | Saint-Léonard-de-Noblat Limoges-Panazol | Limoges        | Limoges Métropole             |
| 87157      | 87340             | Saint-Laurent-les-Églises  | 842                              | 27,37         | 31               | Ambazac | Limoges        | Élan Limousin Avenir Nature   |
| 87158      | 87310             | Saint-Laurent-sur-Gorre    | 1391                             | 39,92         | 35               | Rochechouart Saint-Laurent-sur-Gorre | Rochechouart   | Ouest Limousin                |
| 87159      | 87340             | Saint-Léger-la-Montagne    | 358                              | 32,62         | 11               | Ambazac Laurière | Limoges        | Élan Limousin Avenir Nature   |
| 87160      | 87190             | Saint-Léger-Magnazeix      | 489                              | 55,71         | 9                | Châteauponsac Magnac-Laval | Bellac         | Haut Limousin en Marche       |
| 87161      | 87400             | Saint-Léonard-de-Noblat    | 4319                             | 55,59         | 78               | Saint-Léonard-de-Noblat | Limoges        | Noblat                        |
| 87163      | 87330             | Saint-Martial-sur-Isop     | 146                              | 23,44         | 6                | Bellac Mézières-sur-Issoire | Bellac         | Haut Limousin en Marche       |
| 87164      | 87200             | Saint-Martin-de-Jussac     | 567                              | 14,40         | 39               | Saint-Junien Saint-Junien-Est | Rochechouart   | Porte Océane du Limousin      |
| 87165      | 87360             | Saint-Martin-le-Mault      | 145                              | 12,50         | 12               | Châteauponsac Saint-Sulpice-les-Feuilles | Bellac         | Haut Limousin en Marche       |
| 87166      | 87700             | Saint-Martin-le-Vieux      | 878                              | 17,49         | 50               | Aixe-sur-Vienne | Limoges        | Val de Vienne                 |
| 87167      | 87400             | Saint-Martin-Terressus     | 580                              | 23,53         | 25               | Saint-Léonard-de-Noblat | Limoges        | Noblat                        |
| 87168      | 87440             | Saint-Mathieu              | 1069                             | 40,39         | 26               | Rochechouart Saint-Mathieu | Rochechouart   | Ouest Limousin                |
| 87169      | 87800             | Saint-Maurice-les-Brousses | 1041                             | 10,87         | 96               | Condat-sur-Vienne Nexon | Limoges        | Pays de Nexon-Monts de Châlus |
| 87170      | 87130             | Saint-Méard                | 367                              | 24,51         | 15               | Eymoutiers Châteauneuf-la-Forêt | Limoges        | Briance Combade               |
| 87172      | 87300             | Saint-Ouen-sur-Gartempe    | 214                              | 22,12         | 10               | Châteauponsac Le Dorat | Bellac         | Haut Limousin en Marche       |
| 87128      | 87140 87250       | Saint-Pardoux-le-Lac       | 1364                             | 67,40         | 20               | Bellac | Bellac         | Gartempe Saint-Pardoux        |
| 87174      | 87260             | Saint-Paul                 | 1235                             | 37,39         | 33               | Condat-sur-Vienne Pierre-Buffière | Limoges        | Noblat                        |
| 87176      | 87800             | Saint-Priest-Ligoure       | 696                              | 41,13         | 17               | Eymoutiers Nexon | Limoges        | Pays de Nexon-Monts de Châlus |
| 87177      | 87700             | Saint-Priest-sous-Aixe     | 1764                             | 23,15         | 76               | Aixe-sur-Vienne | Limoges        | Val de Vienne                 |
| 87178      | 87480             | Saint-Priest-Taurion       | 2896                             | 27,00         | 107              | Saint-Léonard-de-Noblat Ambazac | Limoges        | Élan Limousin Avenir Nature   |
| 87179      | 87210             | Saint-Sornin-la-Marche     | 224                              | 24,39         | 9                | Châteauponsac Le Dorat | Bellac         | Haut Limousin en Marche       |
| 87180      | 87290             | Saint-Sornin-Leulac        | 562                              | 32,28         | 17               | Châteauponsac | Bellac         | Gartempe Saint-Pardoux        |
| 87181      | 87370             | Saint-Sulpice-Laurière     | 804                              | 14,31         | 56               | Ambazac Laurière | Limoges        | Élan Limousin Avenir Nature   |
| 87182      | 87160             | Saint-Sulpice-les-Feuilles | 1196                             | 35,63         | 34               | Châteauponsac Saint-Sulpice-les-Feuilles | Bellac         | Haut Limousin en Marche       |
| 87183      | 87240             | Saint-Sylvestre            | 922                              | 30,91         | 30               | Ambazac | Limoges        | Élan Limousin Avenir Nature   |
| 87185      | 87420             | Saint-Victurnien           | 1767                             | 21,04         | 84               | Saint-Junien Saint-Junien-Est | Rochechouart   | Porte Océane du Limousin      |
| 87186      | 87380             | Saint-Vitte-sur-Briance    | 323                              | 20,66         | 16               | Eymoutiers Saint-Germain-les-Belles | Limoges        | Briance Sud Haute Vienne      |
| 87187      | 87500             | Saint-Yrieix-la-Perche     | 6873                             | 100,98        | 68               | Saint-Yrieix-la-Perche | Limoges        | Pays de Saint-Yrieix          |
| 87188      | 87700             | Saint-Yrieix-sous-Aixe     | 441                              | 8,73          | 51               | Aixe-sur-Vienne | Limoges        | Val de Vienne                 |
| 87190      | 87400             | Sauviat-sur-Vige           | 879                              | 30,85         | 28               | Saint-Léonard-de-Noblat | Limoges        | Noblat                        |
| 87191      | 87620             | Séreilhac                  | 2045                             | 38,63         | 53               | Aixe-sur-Vienne | Limoges        | Val de Vienne                 |
| 87192      | 87110             | Solignac                   | 1561                             | 16,54         | 94               | Condat-sur-Vienne Limoges-Condat | Limoges        | Limoges Métropole             |
| 87193      | 87130             | Surdoux                    | 54                               | 3,88          | 14               | Eymoutiers Châteauneuf-la-Forêt | Limoges        | Briance Combade               |
| 87194      | 87130             | Sussac                     | 364                              | 25,42         | 14               | Eymoutiers Châteauneuf-la-Forêt | Limoges        | Briance Combade               |
| 87195      | 87360             | Tersannes                  | 128                              | 24,64         | 5                | Châteauponsac Le Dorat | Bellac         | Haut Limousin en Marche       |
| 87197      | 87140             | Thouron                    | 563                              | 13,73         | 41               | Bellac Nantiat | Bellac         | Élan Limousin Avenir Nature   |
| 87097      | 87330             | Val d’Issoire              | 1031                             | 71,60         | 14               | Bellac Mézières-sur-Issoire | Bellac         | Haut Limousin en Marche       |
| 87028      | 87320 87330       | Val-d’Oire-et-Gartempe     | 1712                             | 121,46        | 14               | Châteauponsac | Bellac         | Haut Limousin en Marche       |
| 87198      | 87140             | Vaulry                     | 397                              | 16,03         | 25               | Bellac Nantiat | Bellac         | Élan Limousin Avenir Nature   |
| 87199      | 87600             | Vayres                     | 708                              | 38,13         | 19               | Rochechouart | Rochechouart   | Porte Océane du Limousin      |
| 87200      | 87360             | Verneuil-Moustiers         | 122                              | 19,39         | 6                | Châteauponsac Le Dorat | Bellac         | Haut Limousin en Marche       |
| 87201      | 87430             | Verneuil-sur-Vienne        | 4940                             | 34,52         | 143              | Aixe-sur-Vienne | Limoges        | Limoges Métropole             |
| 87202      | 87520             | Veyrac                     | 2162                             | 33,70         | 64               | Couzeix Nieul | Limoges        | Limoges Métropole             |
| 87203      | 87260             | Vicq-sur-Breuilh           | 1327                             | 50,89         | 26               | Eymoutiers Saint-Germain-les-Belles | Limoges        | Briance Sud Haute Vienne      |
| 87204      | 87600             | Videix                     | 204                              | 16,63         | 12               | Rochechouart | Rochechouart   | Porte Océane du Limousin      |
| 87206      | 87190             | Villefavard                | 164                              | 9,22          | 18               | Châteauponsac Magnac-Laval | Bellac         | Haut Limousin en Marche       |

## Veränderungen im Gemeindebestand seit der landesweiten Neuordnung der Kantone

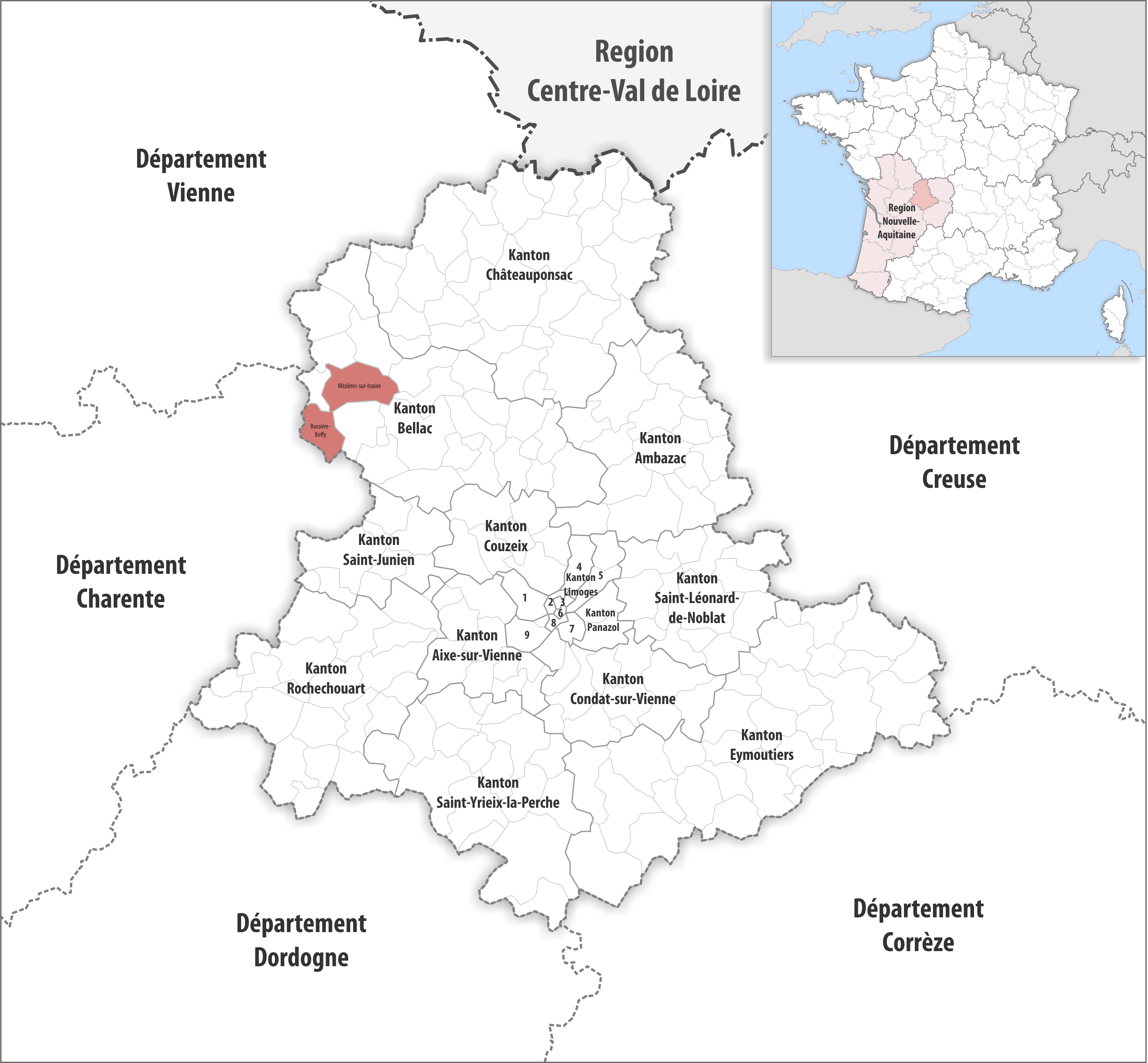
Gemeinden bis 2015
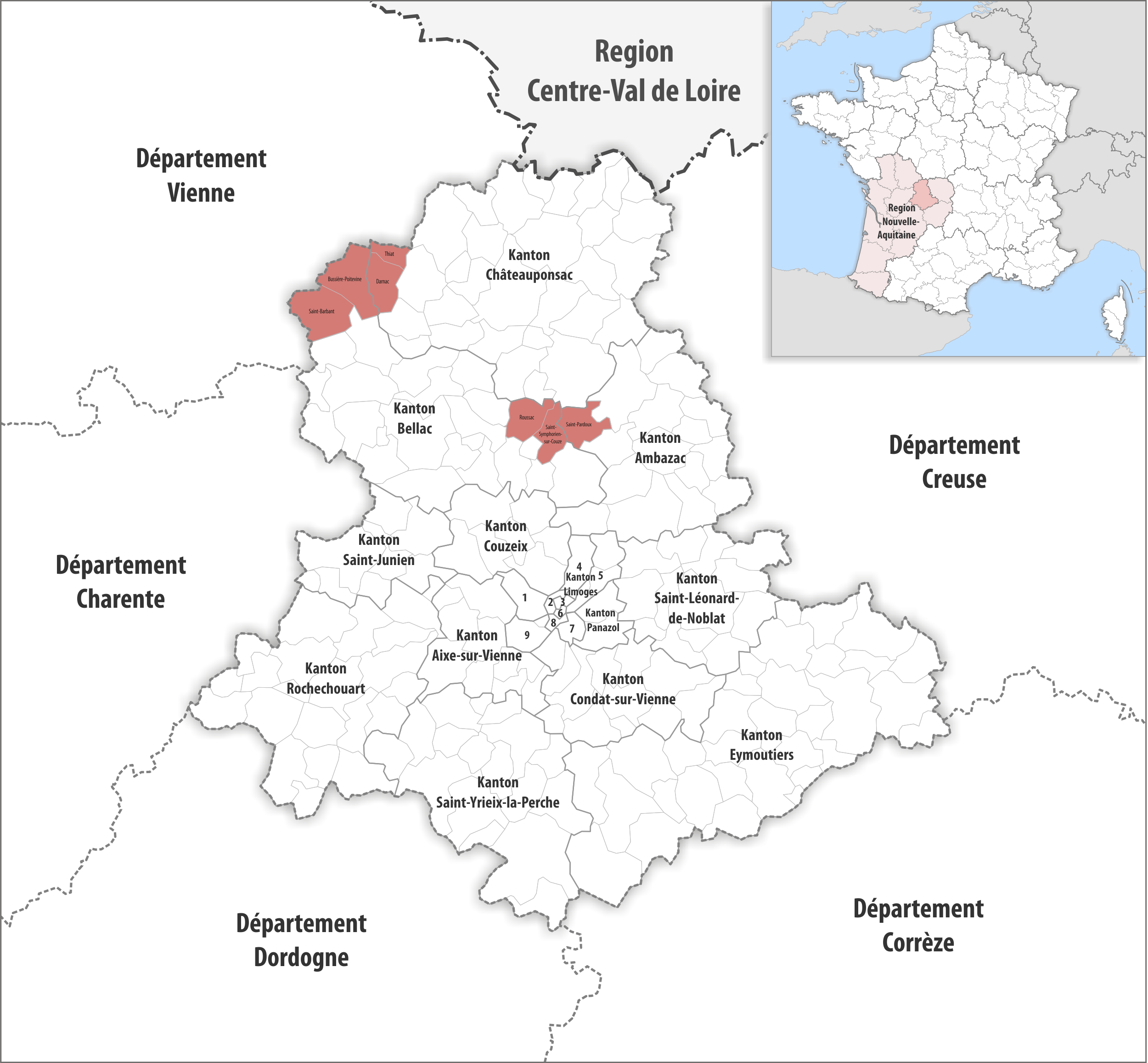
Gemeinden bis 2018

2019:
- Fusion Roussac, Saint-Pardoux und Saint-Symphorien-sur-Couze → Saint-Pardoux-le-Lac
- Fusion Bussière-Poitevine, Darnac, Saint-Barbant und Thiat → Val-d’Oire-et-Gartempe

2016: Fusion Bussière-Boffy und Mézières-sur-Issoire → Val d’Issoire